# Astrosat
Astrosat là một kính viễn vọng không gian đa bước sóng của Ấn Độ, được phóng thành công cùng 6 vệ tinh của nước ngoài bằng tên lửa đẩy PSLV-C30 vào ngày 28 tháng 9 năm 2015 từ Trung tâm Vũ trụ Satish Dhawan, bang Andhra Pradesh, đưa Ấn Độ trở thành quốc gia đầu tiên trong các nước đang phát triển phóng thành công một đài quan sát thiên văn lên vũ trụ. Đài thiên văn này dự kiến hoạt động trong 5 năm, nghiên cứu các hố đen, phân tích sự hình thành và lụi tàn của các vì sao, các dải ngân hà.
Sau sự thành công của Thử nghiệm Thiên văn tia X Ấn Độ mang vệ tinh, được phóng vào năm 1996, Tổ chức Nghiên cứu Vũ trụ Ấn Độ đã phê chuẩn chương trình phát triển hơn nữa cho một vệ tinh thiên văn học chính thức, Astrosat, vào năm 2004.
Một số lượng lớn của các tổ chức nghiên cứu thiên văn học hàng đầu ở Ấn Độ và nước ngoài đã cùng nhau xây dựng các công cụ khác nhau cho các vệ tinh. Lĩnh vực quan trọng đòi hỏi phải có độ bao phủ băng rộng bao gồm các nghiên cứu của các đối tượng vật lý thiên văn khác nhau, từ các đối tượng hệ thống năng lượng mặt trời ở gần để ngôi sao xa xôi, đến các đối tượng ở khoảng cách vũ trụ; nghiên cứu của các biến khác nhau, từ rung động của sao lùn trắng nóng đến nhân thiên hà hoạt động với quy mô thời gian khác nhau, từ mili giây đến một vài giờ đến vài ngày.